# Liste der Biografien/Horw
Liste der Biografien |
Portal Biografien |
Personensuche
# |
A |
B |
C |
D |
E |
F |
G |
H |
I |
J |
K |
L |
M |
N |
O |
P |
Q |
R |
S |
T |
U |
V |
W |
X |
Y |
Z |
?
 
Ha |
Hd |
He |
Hi |
Hj |
Hk |
Hl |
Hm |
Hn |
Ho |
Hr |
Hs |
Ht |
Hu |
Hv |
Hw |
Hy
 
Hoa |
Hob |
Hoc |
Hod |
Hoe |
Hof |
Hog–Hok |
Hol |
Hom |
Hon |
Hoo |
Hop |
Hoq |
Hor |
Hos |
Hot |
Hou |
Hov |
How |
Hox |
Hoy |
Hoz
 
Hora |
Horb |
Horc |
Hord |
Hore |
Horf |
Horg |
Horh |
Hori |
Horj |
Hork |
Horl |
Horm |
Horn |
Horo |
Horp |
Horr |
Hors |
Hort |
Horu |
Horv |
Horw |
Horx |
Hory |
Horz
Die Liste der Biografien führt alle Personen auf, die in der deutschsprachigen Wikipedia einen Artikel haben. Dieses ist eine Teilliste mit 30 Einträgen von Personen, deren Namen mit den Buchstaben „Horw“ beginnt.

## Horw

### Horwa
- Hörwarter, Joseph Eugen (1854–1925), österreichischer Maler und Kunstpädagoge
- Hörwarth, Ferdinand Joseph von (1663–1731), Hofmarksherr von Hohenburg
- Horwath, Alexander (* 1964), österreichischer Filmkritiker, ehemaliger Direktor des Österreichischen FilmmuseumsAlexander Horwath (* 1964)

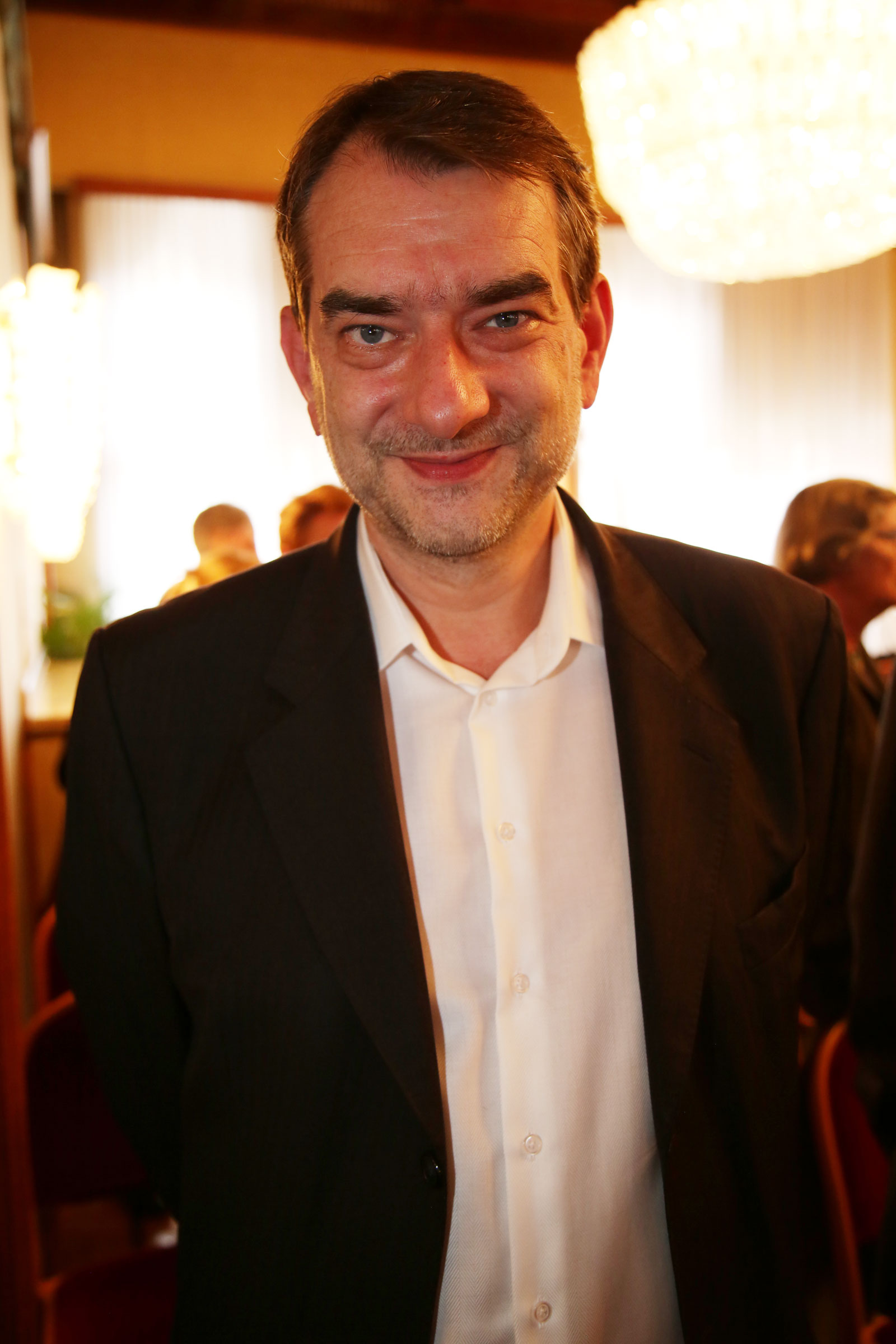
Alexander Horwath (* 1964)

- Horwath, Andrea (* 1962), kanadische Politikerin
- Horwath, Florian (* 1972), österreichischer Musiker
- Horwath, Luise (* 1952), deutsche Malerin und Restauratorin
- Horwath, Witold (* 1957), polnischer Autor

### Horwe
- Horwedja, ägyptischer Beamter
- Horwein, Johann Gottlieb (1709–1770), deutscher lutherischer Theologe

### Horwi
- Horwich, Arthur (* 1951), US-amerikanischer Zellbiologe
- Hörwick, Joseph (1879–1960), deutscher Lehrer und Geologe
- Hörwick, Markus (* 1956), deutscher Journalist, Medienmanager und Berater für Medien- und Öffentlichkeitsarbeit
- Horwill, Frank (1927–2012), englischer Leichtathletiktrainer
- Horwitz, Bernhard (1807–1885), deutsch-britischer Schachmeister und Studienkomponist
- Horwitz, Channa (1932–2013), US-amerikanische Konzeptkünstlerin
- Horwitz, Dominique (* 1957), französischer SchauspielerDominique Horwitz (* 1957)

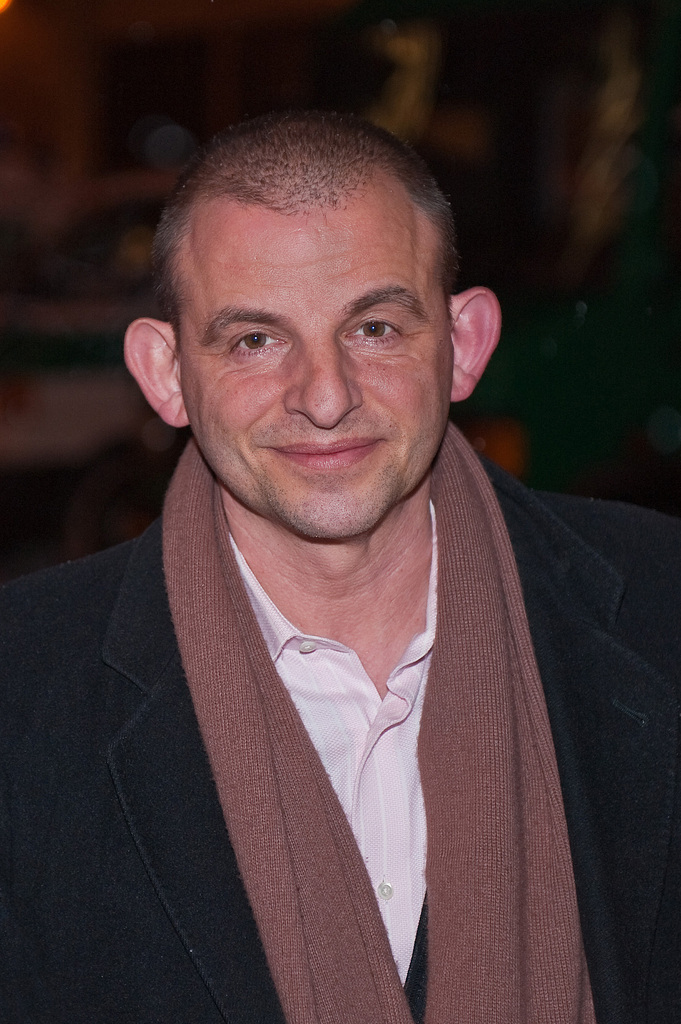
Dominique Horwitz (* 1957)

- Horwitz, Heinrich (* 1984), deutsche/r Schauspieler/in und Theaterregisseur/in
- Horwitz, Heinrich Joseph (1824–1899), deutscher Jurist und Politiker (DFP), MdR
- Horwitz, Hugo Theodor (1882–1942), österreichischer Ingenieur, Maschinenbauer, Technikhistoriker und wissenschaftlicher Schriftsteller
- Horwitz, Jerome P. (1919–2012), US-amerikanischer Chemiker
- Horwitz, Kurt (1897–1974), deutscher Schauspieler
- Horwitz, Leo, österreichischer Eiskunstläufer
- Horwitz, Maksymilian (1877–1937), polnischer Kommunist, Opfer des Stalinismus
- Horwitz, Mirjam (1882–1967), deutsche Schauspielerin, Regisseurin und Intendantin
- Horwitz, Morton (* 1938), US-amerikanischer Jurist und Rechtshistoriker
- Horwitz, Rivka (1926–2007), israelische Philosophin
- Horwitz, Susan Band (* 1937), US-amerikanische Biochemikerin und Molekulapharmakologin
- Horwitz, Tony (1958–2019), US-amerikanischer Journalist und Autor

### Horwo
- Horwood, Owen (1916–1998), südafrikanischer Politiker
- Horwood, William (* 1944), britischer Schriftsteller